# 卓伯仲
卓伯仲是彰化縣出身的中國國民黨籍政治人物，前彰化縣縣長卓伯源的弟弟。國立台灣大學政治系碩士、北京大學政府管理學院博士，大學時期曾任國立臺灣大學學生代表大會副議長，1995年參選第七屆臺大學生會會長落選。2013年涉案遭起訴
、2024年1月24日，侵占馬英九競選總統彰化經費案判刑2年10月定讞。

## 經歷
- 立委李紀珠辦公室法案主任
- 北京大學台灣校友會副理事長[3]
- 聯安冷凍食品公司董事長[3]

## 相關案件

### 環保袋案
涉嫌利用其兄卓伯源是彰化縣縣長的權勢，對縣府承辦人員施壓，以圖利特定廠商，在卓伯仲指示下承辦採購的楊瑞美，為讓特定廠商得標，故意訂出嚴格的標準，想讓其他廠商知難而退。原本標案共有三家廠商投標，由秉辰公司得標。為讓秉辰公司棄標，先將環保袋數量從700萬個減為1萬個，再以樣品不符為由退回樣品；秉辰考量押標金可能遭收回，決定棄標。環保袋採購案重新開標，由敞盛公司得標，環保袋採購數量也增加，讓敞盛公司不當得利新台幣490多萬元。
。

### 購屋廠商匯款事件
卓伯仲購買台北市一戶捷運國宅，找堂哥卓哲毅當人頭，購屋款中有承包縣府標案廠商吳俊德350萬元匯款，隔年卓伯仲討不回房子，怒控堂哥侵占。廠商吳俊德認識卓伯仲前，從2001年到2007年，7年間在彰化的標案僅有632萬元新台币，認識卓之後短短4年間，光是承包月曆標案就高達5363萬元

### 侵占競選經費案
卓伯仲擔任馬英九、吳敦義競選第13任正副總統彰化縣總部執行總幹事期間挪用輔選經費新台幣1000萬元協助友人的公司周轉，並佯印製文宣以不實發票核銷800萬餘元，總計侵占輔選經費1800萬餘元。
台中高分院更二審依違反商業會計法判處卓伯仲應執行有期徒刑2年10月。卓伯仲不服提起上訴，2024年1月24日，最高法院駁回上訴，全案定讞。

## 碩士論文
碩士論文:政治文宣之理論與實踐—實例分析暨作品試作，指導教授許介鱗。